# 圆叶肋柱花
圆叶肋柱花（学名：Lomatogonium oreocharis），为龙胆科肋柱花属下的一个植物种。